# Yeşim Salkım

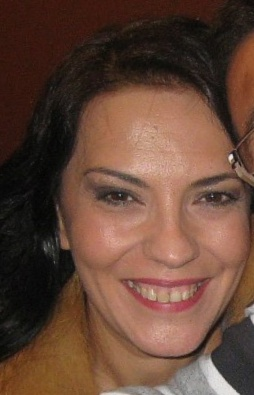
Yeşim Salkım

Yeşim Salkım (* 12. April 1968 in Istanbul) ist eine türkische Sängerin und Schauspielerin.

## Leben und Karriere
Yeşim Salkım besuchte die Schule in ihrer Geburtsstadt, gefolgt von einem erfolgreichen Studium an der hiesigen Universität. Danach besuchte sie erfolgreich die Istanbul Teknik Üniversitesi Devlet Konservatuarı, wo sie Musikunterricht bekam. Im Jahr 1994 brachte sie ihr erstes Album Hiç Keyfim Yok auf den Markt. Mit diesem Album gelang ihr der musikalische Durchbruch. Bis heute hat sie zehn Alben veröffentlicht. In ihrer bisherigen Musiklaufbahn machte sie mit zahlreichen Hits wie Deli Mavi, Gözü Kör Olası, Dudaklarında Arzu, Bana Güneş Gibi Gel, Duymayan Kalmasın oder Niye Hayat? auf sich aufmerksam.

## Schauspielerei / Theater
1997 debütierte sie an der Seite von Şener Şen, Uğur Yücel und Ülkü Duru in der Rolle der Emel im türkischen Spielfilm Eskiya, der mit mehr als 2,4 Millionen Zuschauern als einer der erfolgreichsten türkischen Filme aller Zeiten gilt. 2001 spielte sie im Film Şarkıcı mit, für dessen Darbietung sie mehrere namhafte nationale Auszeichnungen gewann. Des Weiteren spielt sie heute im Theaterstück Casablanca eine der Hauptrollen. Seit 2005 spielt sie im Theaterstück Casablanca die Hauptrolle zusammen mit Atılgan Gümüş, Mehmet Ulay, Elif Çakman und Dilek Aba. Im Jahr 2007 wurde eine Casablanca-Tour veranstaltet, unter anderem in den türkischen Städten Ankara, Izmir, Bergama, Kuşadaşı,
Kayseri, Uşak und Denizli. Das Casablanca-Theaterstück zählt zu den erfolgreichsten der Türkei.

## Diskografie

### Alben
- 1994: Hiç Keyfim Yok
- 1995: Ferman
- 1997: Yoktan Geliyorum
- 2000: Hep Böyle Kal
- 2001: Vefa Borcu
- 2005: Ayna
- 2006: Bazen
- 2008: Sen Nasılsan Öyleyim
- 2009: 7
- 2010: İstanbul'da Aşk

### EPs
- 2007: Yuvarlanan Taşlar
- 2009: Bambaşka
- 2015: Unutursun Gönlüm

### Soundtracks
- 2007: Casablanca
- 2012: Bizim Şarkımız

### Singles
| - 1994: Hiç Keyfim Yok - 1994: Ben Yoldan Gönüllü Çıktım - 1994: Son Sigara - 1995: Deli Mavi - 1995: Yeniden Başlasın - 1996: Günlerim Soluyor - 1997: Gönül Hırsızı - 1997: Gözü Kör Olası - 1997: Yoktan Geliyorum - 1998: Sevgilim - 1998: İstanbul Yeditepe - 1998: Hep Böyle Kal - 2000: Kavanoz Dipli Dünya - 2000: Kara Yazılım - 2000: Selam Aleyküm (mit Yaşar, Original: Alabina – Salam, La Paz Al Final) - 2001: Tren (von Tarık – Hintergrundstimme) - 2001: Gizli Aşk Bu - 2001: Biliyorsun Bir Zamanlar - 2001: Dudaklarında Arzu Kollarında Yalnız Ben - 2001: Rüya - 2005: Meğer - 2005: Yakacağım Canını - 2005: Yan - 2006: Bazen - 2006: Yazık Olur - 2006: Ne Varsa Bende Var - 2008: Bu Aşk Seninle Olmuyor - 2008: Rakı Balık - 2009: Nerdeysen (mit Berkay Özideş) - 2009: Bana Güneş Gibi Gel - 2010: Sana Doğru - 2010: Aşk ve Ceza | - 2011: Piyango - 2011: Ama Sen Yoksun (mit Salim Dündar) - 2012: Üç Kalp (mit Kürşat Başar) - 2013: Canım Dediklerim - 2014: Duymayan Kalmasın - 2015: Şehrin Işıkları - 2015: Yarım (mit Özden Bora) - 2015: Unutursun Gönlüm (mit DJ Serdar Ayyıldız) - 2016: Erkeğin Zillisi (mit DJ Serdar Ayyıldız) - 2016: Bak Postacı Geliyor (mit Ada Eratik Salkım) - 2016: Kimse Bilmez (mit Kürşat Başar) - 2016: Meğer (mit Işıl Yücesoy) - 2016: Bir Peri Masalı Kulaklarına - 2016: Günün Birinde - 2016: Eledim Eledim - 2016: Kilit (mit Selçuk Ural) - 2016: İmkansız (mit Mirkelam) - 2018: Senden Geçemem (mit Ercüment Vural) - 2018: Rüyalar (mit Ercüment Vural) - 2019: Uykusuz Her Gece - 2020: Katil Uşak - 2021: Niye Hayat? (mit Bade Derinöz) - 2022: Küstüm Ne Demek - 2023: Deli Mavi (Söz ve Seda Akay) (mit Zerrin Özer, Yaşar & Hazal) - 2023: Sev Yeter - 2024: Uyu Meleğim - 2024: Çok Pis Bir Dünya - 2024: Küskünüm - 2024: Ateş Böceği - 2024: Adalet - 2025: Yar |

Quelle:

## Filmografie
- 1996: Eşkıya
- 2000: Fosforlu Cevriye
- 2001: Şarkıcı
- 2005: Seher Vakti
- 2007: Sessiz Gemiler
- 2007: Bayrampasa : Ben Fazla Kalmayacağım

## Auszeichnungen
- 2001: Altin Portakal Preis in der Kategorie Beste Schauspielerin im Film Sarkici